# رعد دوردست (فیلم ۱۹۷۳)
رعد دوردست (بنگالی: অশনি সংকেত) یک فیلم درام هندی به کارگردانی ساتیاجیت رای است که در سال ۱۹۷۳ منتشر شد. از بازیگران آن می‌توان به بابیتا اشاره کرد. این فیلم در ۱۹۷۳ برنده خرس طلایی جشنواره فیلم برلین شده است.
داستان فیلم در روستایی در ایالت بنگال هند در طول جنگ جهانی دوم می‌گذرد و تأثیر قحطی بزرگ سال ۱۹۴۳ بر روستاهای بنگال را از نگاه یک دکتر و معلم جوان برهمن، گانگاچاران، و همسرش بررسی می‌کند. آنگانا ری مقیاس انسانی یک رویداد فاجعه بار را نشان می‌دهد که بیش از ۳ میلیون نفر را کشت. فیلم با سرعتی آرام پیش می‌رود که ریتم زندگی روستایی را منعکس می‌کند، اما به تدریج فروپاشی هنجارهای سنتی روستا را تحت فشار گرسنگی و گرسنگی نشان می‌دهد.

## خلاصه داستان
از آنجایی که کمبود مواد غذایی به ابعاد فاجعه‌باری می‌رسد، گانگاچاران تلاش می‌کند تا موقعیت ممتاز خود را حفظ کند در حالی که همسر سخاوتمندش آنانگا برعکس او  تلاش می‌کند به جامعه کمک کرده و از مردم حمایت می‌کند.